# شهرستان دمازین
شهرستان دمازین (به عربی: محلیة الدمازین) یک منطقهٔ مسکونی در سودان است که در نیل آبی واقع شده‌است. شهرستان دمازین ۱۸۶٬۰۵۱ نفر جمعیت دارد.